# Cultureel Centrum Nickerie
Het Cultureel Centrum Nickerie was een Surinaamse organisatie gevestigd in Nieuw-Nickerie.
De Nationale Vereniging Nickerie Vooruit zette op 26 mei 1951 een comité op met het doel om de culturele belangen van Nickerie te behartigen. Ingenieur Anne van Dijk had de leiding en ontplooide een reeks van initiatieven. Een eigen gebouw was er aanvankelijk nog niet. Deze werd op 2 juli 1955 in gebruik genomen, de kinderleeszaal al enkele maanden eerder op 12 mei. Het comité werd op 1 april 1958 omgezet naar de Stichting Cultureel Centrum Nickerie ( CCN).
Er was een gestage groei en met hulp van 1,7 miljoen gulden subsidie uit Nederland werd op 4 oktober 1969 het eerste gedeelte van het Cultureel Vormingscentrum in gebruik genomen, met lokalen voor cursussen, een bibliotheek en een hal voor sport, theater, exposities en andere activiteiten. President Johan Ferrier nam op 6 november 1976 het tweede gedeelte in gebruik. Hierin bevond zich onder meer een schouwburg met een capaciteit voor 900 personen.
Vanaf de jaren 1990 werd het gebouw verwaarloosd en in 2005 waren de muren bedekt met alg, was het dak het theater ingestort en was de rest van het complex grotendeels vervallen.